# Сологубівська сільська рада
Сологубівська сільська рада — колишній орган місцевого самоврядування у Оратівському районі Вінницької області з адміністративним центром у с. Сологубівка.

## Населені пункти
Сільській раді підпорядковані населені пункти:
- с. Сологубівка

## Склад ради
Рада складається з 12 депутатів та голови.

## Керівний склад сільської ради
| ПІБ                           | Основні відомості | Дата обрання | Дата звільнення |
| ----------------------------- | ----------------- | ------------ | --------------- |
| Вітковський Федір Анатольович | сільський голова  | 26.03.2006   | 31.10.2010      |

Примітка: таблиця складена за даними джерела